# Reitstadel

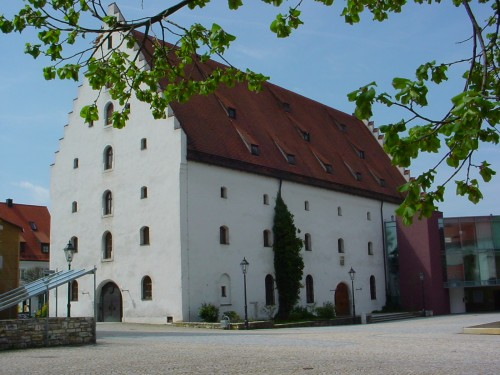
Reitstadel am Residenzplatz

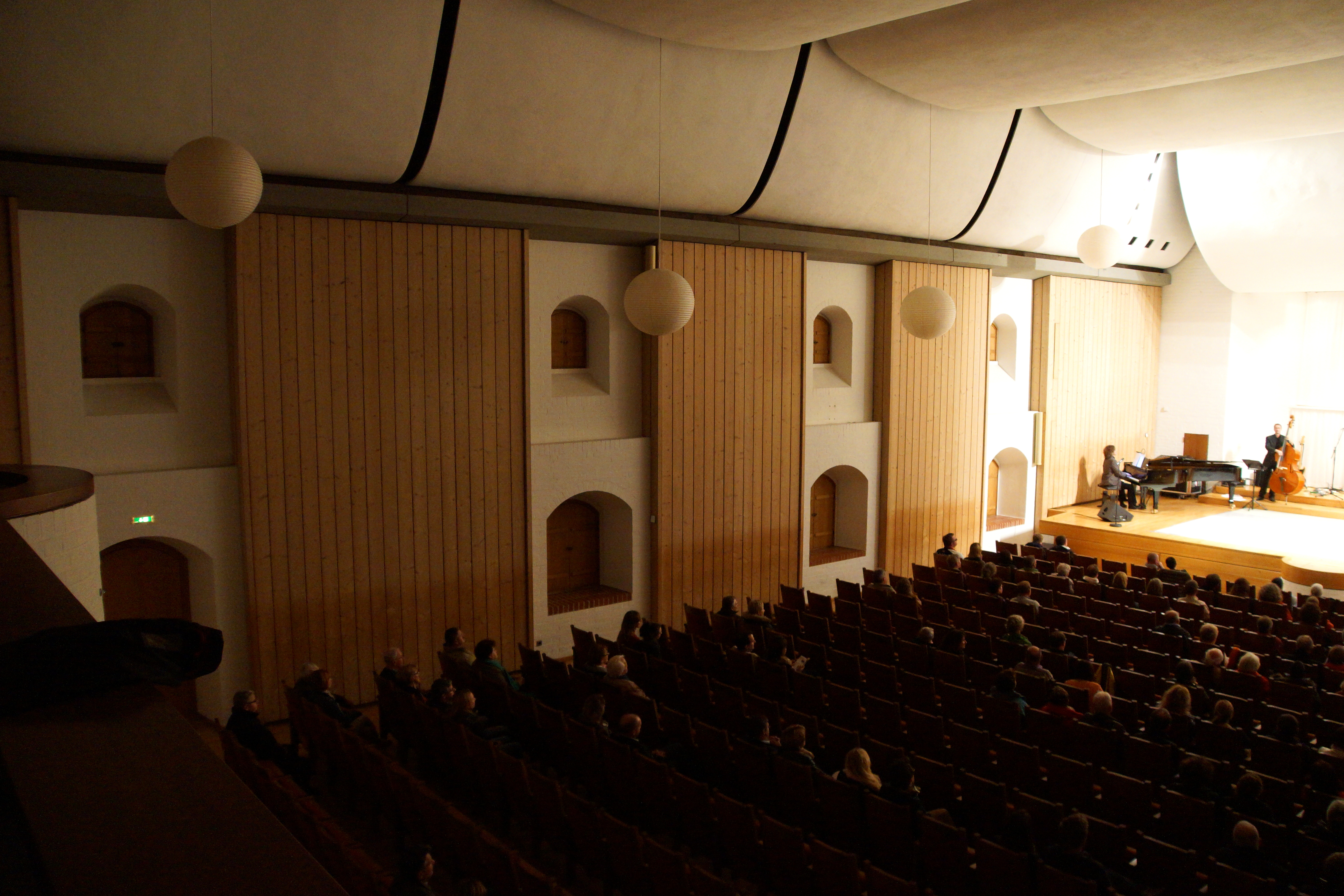
Konzertsaal im Obergeschoß

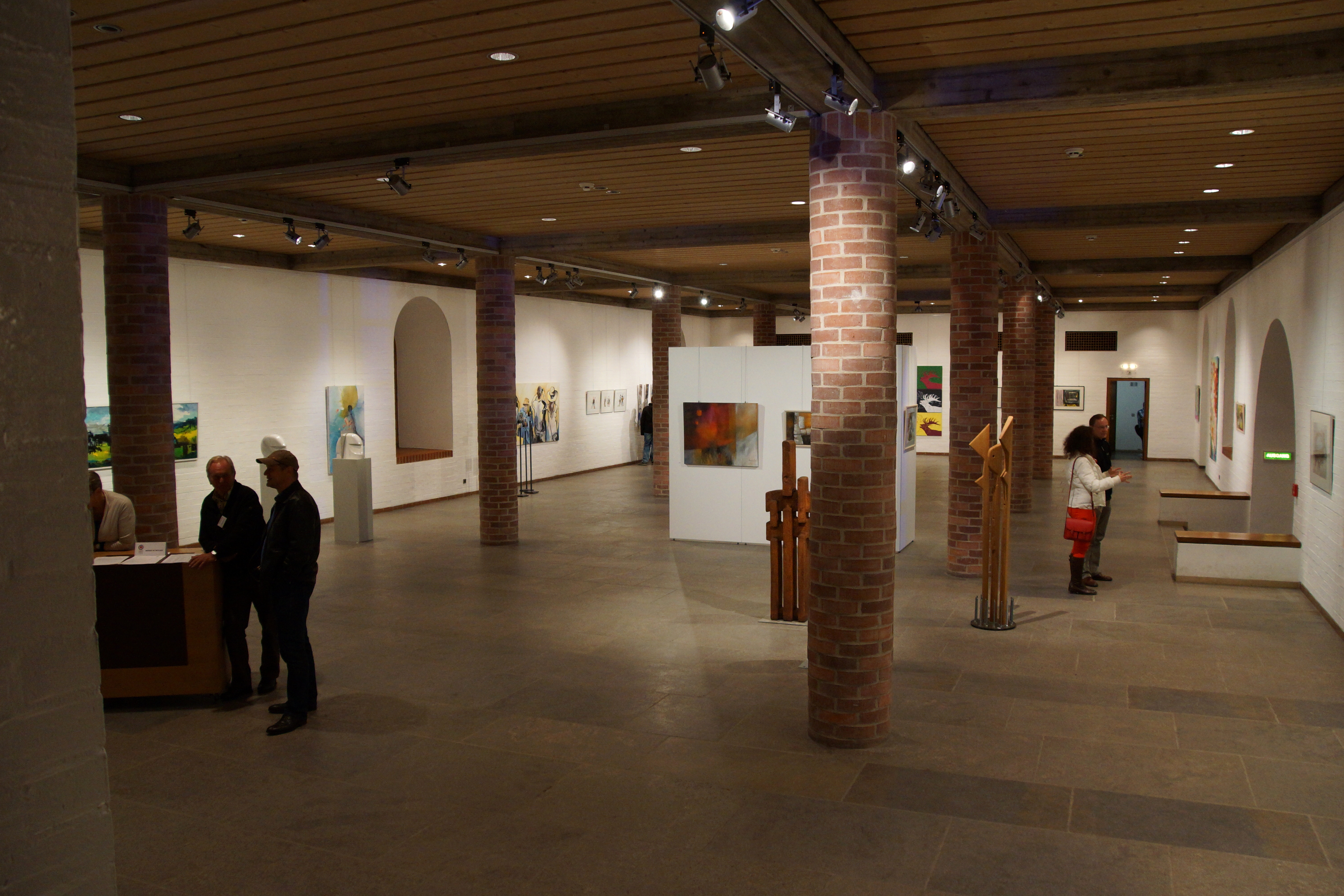
Foyer mit Ausstellungssaal

Der Reitstadel, auch Kulturhaus Reitstadel oder Historischer Reitstadel ist ein Konzerthaus in Neumarkt in der Oberpfalz. Das Gebäude liegt am Residenzplatz und bildet zusammen mit der Hofkirche und dem Pfalzgrafenschloss das Zentrum des Schlossviertels.

## Ausstattung
Der Reitstadel verfügt eine 350 Quadratmeter große Foyerfläche im Erdgeschoß, die vorwiegend für Empfänge und Ausstellungen genutzt wird. Der große Konzertsaal im 1. Stock ist mit 312 Sitzplätzen ausgestattet, weitere 143 Plätze befinden sich in der Galerie im 2. Stock.
Der Reitstadel ist mit einem Aufzug ausgestattet, im Saal sind Plätze für Rollstuhlfahrer vorhanden.
Direkt im Anschluss an das Gebäude befindet sich die Tiefgarage am Residenzplatz, die über einen direkten Zugang mit dem Reitstadel verbunden ist.

## Geschichte
Das Gebäude wurde am Ende des 14. Jahrhunderts, wohl unter Pfalzgraf Otto II., zunächst als Lagerraum für Tierfutter und Getreidevorräte errichtet und später auch als Waffen- und Munitionsdepot genutzt. 1520 brannte der Reitstadel völlig ab und wurde unter Pfalzgraf Friedrich II. von 1531 und 1539 wieder aufgebaut.
Zwischen 1850 und 1909 diente das Gebäude auch als Reithalle für die in den benachbarten Kasernen stationierten Garnisonen der Chevauleger-Regimente.
Während des amerikanischen Luftangriffs auf Neumarkt am 22. April 1945 erhielt der Reitstadel einen direkten Treffer und brannte völlig aus, lediglich die Außenmauern blieben erhalten. Erst in den späten 1970er Jahren wurden Pläne für einen Wiederaufbau des Gebäudes als Konzerthaus aufgestellt, der dann von 1980 bis 1981 erfolgte. 2001 wurde das Gebäude um einen Anbau erweitert, in dem sich Künstlergarderoben und Proberäume befinden.